# Parafia św. Augustyna w Kapatkiewiczach
Parafia  św. Augustyna w Kapatkiewiczach – rzymskokatolicka parafia znajdująca się w diecezji pińskiej, w dekanacie mozyrskim, na Białorusi.

## Historia
Parafia istniała co najmniej od XVIII w. W 1775 konstytucja sejmowa zapewniła legat na Kopatkiewiczach bazylianom. W 1796 właściciele tutejszych dóbr Jeleńscy ufundowali drewniany kościół pw. św. Augustyna.
W II poł. XIX w. parafia liczyła ok. 1000 wiernych. Należała wówczas do dekanatu mozyrsko-rzeczyckiego archidiecezji mohylewskiej. 4 marca 1871 proboszcz Kopatkiewicz ks. Józef Przesmycki został osadzony przez władze carskie w przerobionym na więzienie byłym klasztorze dominikanów w Nieświeżu za opór przy wprowadzaniu języka rosyjskiego w nabożeństwach i kazaniach.
Po włączeniu tych ziem w skład Związku Sowieckiego w 1921 parafia zanikła. W 1935 władze komunistyczne zburzyły XVIII-wieczny kościół. Parafia odrodziła się w 1995. W 1998 rozpoczęto budowę kościoła, ufundowanego głównie przez wiernych z Niemiec i Austrii. 23 czerwca 2003 został on konsekrowany.

## Bibliografia

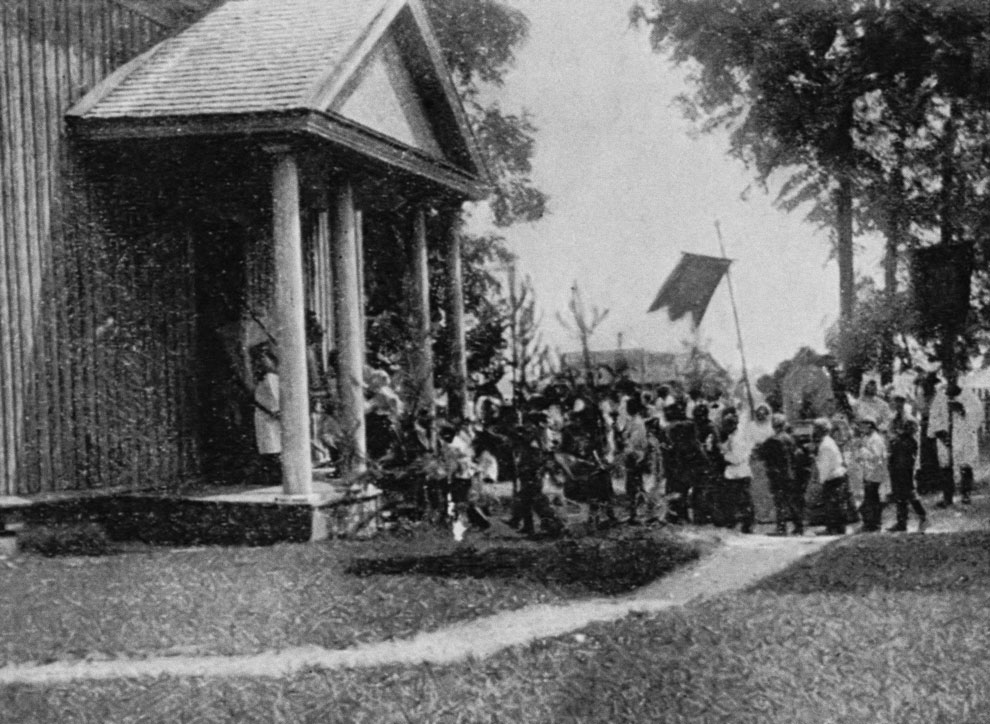
Kościół św. Augustyna w Kopatkiewiczach przed 1914